# Bernardino Caballero

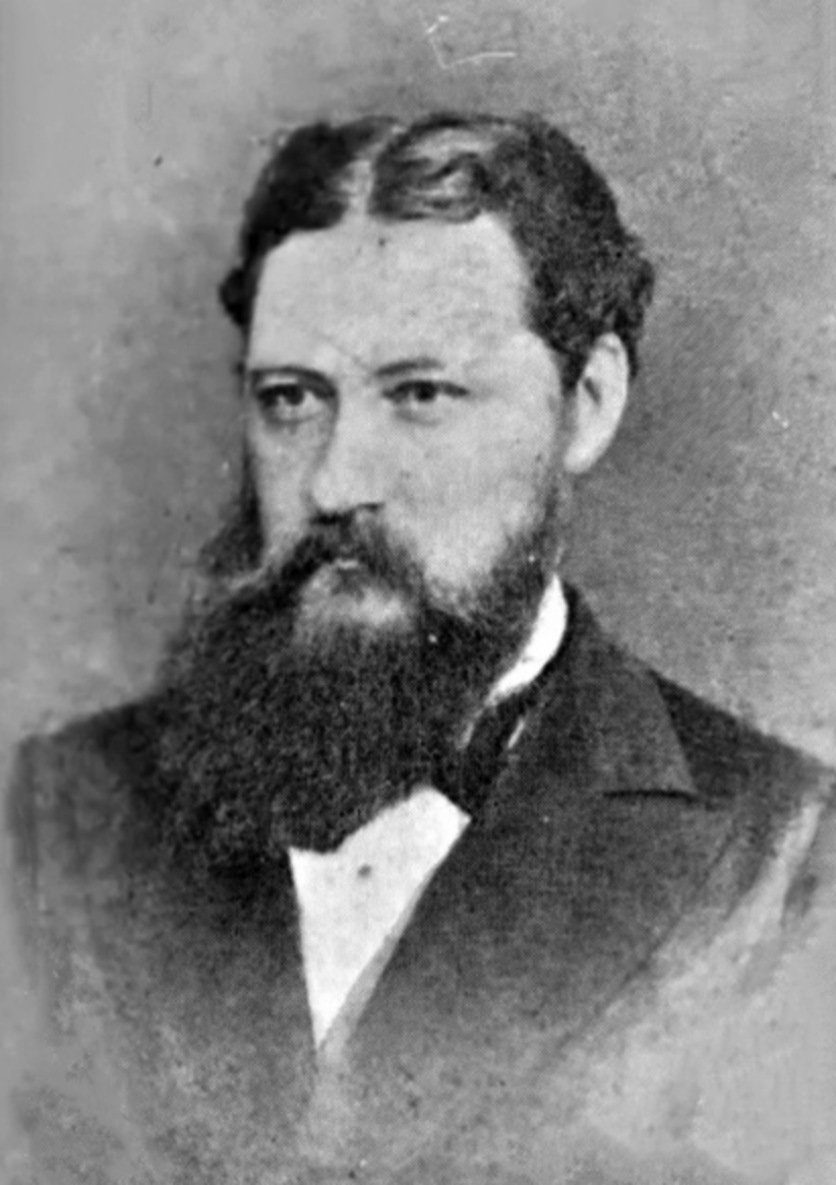
Bernardino Caballero

Bernardino Caballero Melgarejo (* 20. Mai 1839 in Ybycuí; † 26. Mai 1912 in Asunción) war ein paraguayischer General und Politiker. Er war Präsident Paraguays vom 4. September 1880 bis zum 25. November 1886.

## Leben
Bernardino Caballero, der über keine tiefer gehende Schulbildung verfügte, trat bereits in jungen Jahren dem paraguayischen Heer bei, und beteiligte sich im Tripel-Allianz-Krieg an entscheidenden Schlachten. Durch seine kriegerischen Erfolge wurde Caballero im August 1869 zum Divisionsgeneral befördert.
Nach dem durch die paraguayische Niederlage 1870 beendeten Krieg kam es in Paraguay zu einer Phase der innerpolitischen Instabilität und häufigen Regierungswechseln. 1874 wurde Caballero von der Regierung Jovellanos zum Innenminister ernannt und hatte in den Folgejahren verschiedene Staatsämter – als Kriegs-, Innen-, Justiz- und Erziehungsminister inne.
1880 wurde Caballero provisorischer Staatspräsident; die formelle Wahl erfolgte anschließend für die Periode von 1882 bis 1886. Die für diese Zeit relativ lange Dauer seines Amtes ermöglichte eine Reihe von Reformen, die für das kriegszerstörte Paraguay von Bedeutung waren, so etwa ein zentrales Personenregister und öffentliche Kreditinstitutionen.
Während der 1880er Jahre förderte Caballero die Einwanderung deutscher Kolonisten, welche sich in der Gegend um San Bernardino, einer Stadt, die zu seinen Ehren benannt wurde, niederließen.
1887 gründete Caballero die Colorado-Partei, welche von 1947 bis 2008 in Paraguay ununterbrochen die Regierung stellte.
| Vorgänger       | Amt                           | Nachfolger       |
| --------------- | ----------------------------- | ---------------- |
| Cándido Bareiro | Präsident Paraguays 1880–1886 | Patricio Escobar |

| Personendaten    | Personendaten                                        |
| ---------------- | ---------------------------------------------------- |
| NAME             | Caballero, Bernardino                                |
| ALTERNATIVNAMEN  | Caballero Melgarejo, Bernardino (vollständiger Name) |
| KURZBESCHREIBUNG | paraguayischer General und Politiker                 |
| GEBURTSDATUM     | 20. Mai 1839                                         |
| GEBURTSORT       | Ybycuí                                               |
| STERBEDATUM      | 26. Mai 1912                                         |
| STERBEORT        | Asunción                                             |